# Об'єднання гвінейського народу
Об'єднання гвінейського народу (фр. Rassemblement du Peuple Guinéen — RPG) — політична партія у Гвінеї. Входить до складу Соцінтерну. Засновником та багаторічним лідером партії є Альфа Конде.

## Історія
Партію було створено у 1980-их роках гвінейськими дисидентами в Парижі під назвою «Об'єднання гвінейських патріотів» («Rassemblement des Patriotes Guinéens»). Активна діяльність у Гвінеї розгорнулась у 1990-их. 1993 та 1998 року Альфа Конде брав участь у президентських виборах, прозорість яких є досить сумнівною. У той період партія стала однією з найбільших опозиційних сил в країні. Парламентські вибори 2002 року партія бойкотувала.
На перших вільних президентських виборах 2010 року Альфа Конде здобув 553 021 (20,67 %) голосів та посів друге місце, пройшовши у другий тур. 3 липня ОГН заявило про намір домагатись перегляду результатів першого туру виборів. 6 серпня Альфа Конде пообіцяв у разі свого обрання переглянути контракти на розробку корисних копалин, а також збільшити видатки на армію. Зрештою Конде здобув перемогу у другому турі, ставши новим президентом країни.
Найбільшу підтримку ОГН має серед народності малінке. Кольором партії вважається жовтий.